# Уилберфорс, Уильям
Уильям Уилберфорс (англ. William Wilberforce; 24 августа 1759, Кингстон-апон-Халл, Англия — 29 июля 1833, Лондон, Англия) — британский политик и филантроп, христианин, член партии тори, член парламента Британии.
Известен активной деятельностью по борьбе против рабства и работорговли. Также знаменит речью, произнесенной в Палате общин 12 мая 1789 года против работорговли.
В 2006 году в прокат вышел фильм «Удивительная благодать» (Amazing Grace) об Уилберфорсе и его долгих попытках провести через Парламент закон об отмене рабства.

## Биография
Уильям Уилберфорс родился 24 августа 1759 года в день св. Ворфоломея в Кингстон-апон-Халл в Йоркшире. Он был третьим ребёнком в семье преуспевающего торговца. Из четверых детей выжил только он и его сестра. Был единственным сыном Роберта Уилберфорса (Robert Wilberforce), богатого купца, и его жены Элизабет Бёрд (Elizabeth Bird).
Уилберфосы несколько веков жили в Йоркшире. Первым его предком, который здесь обосновался, был некий Илгерус Уилберфос, участник войн с Шотландией. Фамилия Уилберфос происходит от названия места, где располагались владения этой семьи.
Уильям рос слабым и болезненным ребёнком, к тому же страдал слабым зрением. В 1767 году он начал посещать грамматическую школу, главой которой в то время был молодой, динамичный директор Джозеф Милнер (Joseph Milner), который впоследствии стал другом Уильяма на всю жизнь. В 1768 году умер отец Уилберфорса, и он переходит под опеку дяди. Тетка его, знакомая с методистами, имела обыкновение слушать проповеди Уайтфильда, поэтому, как отмечали друзья одаренного ребёнка, он был «благочестив» в двенадцать лет.
В октябре 1776 года, в возрасте 17 лет, Уилберфорс поступил в колледж святого Иоанна (St John’s College) в Кембриджском университете. Он целиком погрузился в студенческую жизнь с картами, азартными играми, ночными распитиями и прочими составляющими первого студенческого опыта. Вскоре Уилберфорс стал очень популярной фигурой среди своих однокурсников — был он остроумным, щедрым и отличным собеседником. Среди его друзей тех лет были несколько весьма влиятельных в будущем фигур, вроде будущего премьер-министра Уильяма Питта.
Так, несмотря на свой образ жизни и отсутствие интереса к лекциям, Уилберфорс сдал экзамены и получил степень бакалавра в 1781 году, а в 1788 году стал и магистром.
Думать о политической карьере Уильям начал ещё будучи студентом; так, в течение зимы 1779—1780 он и Питт часто наблюдали политические дебаты с галереи Палаты общин. К тому моменту Питт уже твердо был нацелен на будущее политика, и именно он уговорил Уилберфорса составить ему компанию.
В сентябре 1780 года, в возрасте 21 года и ещё будучи студентом, Уилберфорс был избран членом Парламента от Кингстон-апон-Халл. Он поддерживал как тори, так и вигов, за что его часто критиковали и обвиняли в непоследовательности. Работал он и в тесном сотрудничестве с партией власти, но всегда голосовал так, как считал нужным. Уилберфорс регулярно заседал в Парламенте, но также находил время для весьма оживленной общественной жизни, став завсегдатаем игорных джентльменских клубов, таких как «Goostree’s» и «Boodle’s» в Лондоне.
В декабре 1783 года Питт стал премьер-министром, однако, несмотря на близкую дружбу, никаких подтверждений тому, что Питт предлагал Уилберфорсу какие-нибудь министерские посты, нет. Когда Парламент был распущен весной 1784 года, Уилберфорс решил баллотироваться в качестве кандидата от графства Йоркшир. 6 апреля он получил место в Парламенте, на тот момент ему было 24 года.

## Духовное перерождение и политическая деятельность
В октябре 1784 года Уилберфорс отправился в турне по Европе, которое изменило всю его жизнь и, в конечном счете, его будущую карьеру. Именно тогда, после возвращения в Англию, началось духовное преобразование Уилберфорса. Он начал рано вставать, чтобы читать Библию и молиться, прошел евангельские преобразования, сожалея о своей прошлой жизни и получив разрешение на будущую жизнь и служение Богу. Внутренне Уильям подвергся мучительной борьбе и стал безжалостно самокритичным, жестко осуждая себя за впустую растраченное время, тщеславие и его отношения с другими людьми.
Именно тогда его деятельность в Парламенте получила новое направление — Уилберфорс начал выступать за смягчения наказаний для преступников, а вскоре он возглавил движение за отмену работорговли. Он стал широко известен своей исторической речью, произнесенной в Палате общин 12 мая 1789 года, главной мыслью которой была отмена работорговли. Был собран Комитет за отмену работорговли, в который вошли и так называемые «евангелические англиканцы».
Уилберфорс возглавлял эту парламентскую кампанию против британской работорговли в течение нескольких десятилетий.
Так, именно деятельность Уильяма Уилберфорса привела к тому, что 25 марта 1807 года вступил в силу принятый Парламентом закон о запрете работорговли, а сам Уилберфорс вошел в историю как главный борец против рабства в британском Парламенте.
Закон этот, впрочем, отменил работорговлю, но не рабство, которое просуществовало в Британии вплоть до 1833 года.
Уилберфорс был убежден в важности религии, нравственности и образования. Его консерватизм вскоре привел его к поддержке политически и социально репрессивного законодательства, что вызвало довольно широкую критику.
Уилберфорс был одним из основателей Королевского общества по предотвращению жестокого обращения с животными.
Все последующие годы Уилберфорс последовательно поддерживал кампанию за полную отмену рабства, и это продолжалось до 1826 года, когда он был вынужден уйти из Парламента из-за его ухудшающегося здоровья. Впрочем, начатая им кампания привела к закону об отмене рабства в 1833 году, по которому рабство было официально отменено в большинстве стран Британской империи.
Уильям Уилберфорс умер через три дня после слушаний, будучи уверенным в прохождении закона через Парламент; это случилось 29 июля 1833 года. Он был похоронен в Вестминстерском аббатстве, рядом с его другом Уильямом Питтом.

## Личная жизнь
30 мая 1797 года Уильям Уилберфорс женился на Барбаре Энн Спунер.
В браке родилось шесть детей: Уильям (1798), Барбара (1799), Элизабет (1801), Роберт (1802), Сэмюэл (1805) и Генри (1807).